# Andreas Wodraschke
Andreas Wodraschke (* 1969 in München) ist ein deutscher Filmeditor und Musiker.

## Werdegang
Wodraschke studierte an der Kunsthochschule für Medien Köln. Noch während seiner Studienzeit war er für den Schnitt und die Musik des preisgekrönten Films Das weiße Rauschen  von Hans Weingartner, seiner ersten Arbeit überhaupt, verantwortlich. Für Das Mädchen Wadjda (2014) sowie Die perfekte Kandidatin (2019) der Regisseurin Haifaa Al Mansour fungierte er zweimal bei saudi-arabischen Filme als Editor, die weibliche Protagonistinnen ins Zentrum der Handlung stellten.
Andreas Wodraschke ist Mitglied der Deutschen Filmakademie.

## Filmografie (Auswahl)
- 2002: Das weiße Rauschen
- 2003: Tatort: Mutterliebe (Fernsehreihe)
- 2004: Edelweißpiraten
- 2004: Die fetten Jahre sind vorbei
- 2005: Sex Up – Ich könnt’ schon wieder
- 2005: Tatort: Erfroren
- 2006: Wut (Fernsehfilm)
- 2007: Free Rainer – Dein Fernseher lügt
- 2007: Türkisch für Anfänger (Fernsehserie, 4 Episoden)
- 2008: Dr. Alemán
- 2008: Der Architekt
- 2009: 12 Meter ohne Kopf
- 2010: Fremdgehen
- 2011: Die Summe meiner einzelnen Teile
- 2011: Tatort: Borowski und der coole Hund
- 2011: Kriegerin
- 2012: Die Libelle und das Nashorn
- 2012: Das Mädchen Wadjda
- 2013: Feuchtgebiete
- 2015: Hedi Schneider steckt fest
- 2015: Einer von uns
- 2015: Er ist wieder da
- 2016: Gleißendes Glück
- 2017: Fühlen Sie sich manchmal ausgebrannt und leer?
- 2018: Once Again – Eine Liebe in Mumbai (Once Again)
- 2018: Das schönste Paar
- 2019: The Sunlit Night
- 2019: Das Wunder im Meer von Sargasso
- 2019: Die perfekte Kandidatin (The Perfect Candidate)
- 2023: Sonne und Beton
- 2025: Delicious
- 2025: Mit der Faust in die Welt schlagen

## Preise und Auszeichnungen
- 2008: Preis der deutschen Filmkritik: Bester Schnitt für Dr. Alemán